# Jean-Paul Andret
Jean-Paul Andret, de son vrai nom Jean-Paul Dekeyser, est un comédien belge, metteur en scène, journaliste et producteur d'émissions de radio et de télévision en Belgique.

## Biographie
Il a commencé sa carrière comme comédien. Après être passé par le Conservatoire royal de Bruxelles, on a pu le voir au Théâtre d'Art, au Théâtre de Quat'sous et surtout au Théâtre du Méridien où il a joué pendant plusieurs années avant d'entrer à la RTBF. Il y a animé diverses émissions comme Musique au petit déjeuner et Point de mire avec Gérard Valet. Il a aussi prêté sa voix aux reportages qui illustraient la célèbre émission « Visa pour le Monde » présentée par Georges Désir.  
Pendant plusieurs années, il a commenté les actualités cinématographiques Belgavox.  
Il a également participé au lancement de Radio 21 à la RTBF comme producteur et présentateur de la tranche matinale. Il entre ensuite à RTL-TVi en 1983 en tant que reporter pour le journal télévisé.
Il a présenté le journal télévisé de 13 h 0 sur RTL-TVi d'abord en duo avec Frédérique Ries puis seul de 1988 à 1993. De 1995 à 1996, il présente l'émission quotidienne de l'après-midi en direct : « Comme chez vous », en duo avec Sabine Mathus. De 1997 à 1999, il présente le journal de 8 h 0 sur Bel-RTL. Il revient à la télé en produisant et en présentant l'émission « À la Flamande » le dimanche soir sur RTL-TVi.
Il est l'auteur du livre RTL-TVi, 20 ans d'émotions ! en collaboration avec Myriam Courcelles (pour l'iconographie).
En 1990, il fait partie des membres du jury du prix Rossel qui sera attribué à Philippe Blasband pour « De cendres et de fumées ».
Depuis 2001, Jean-Paul Andret est revenu au théâtre.

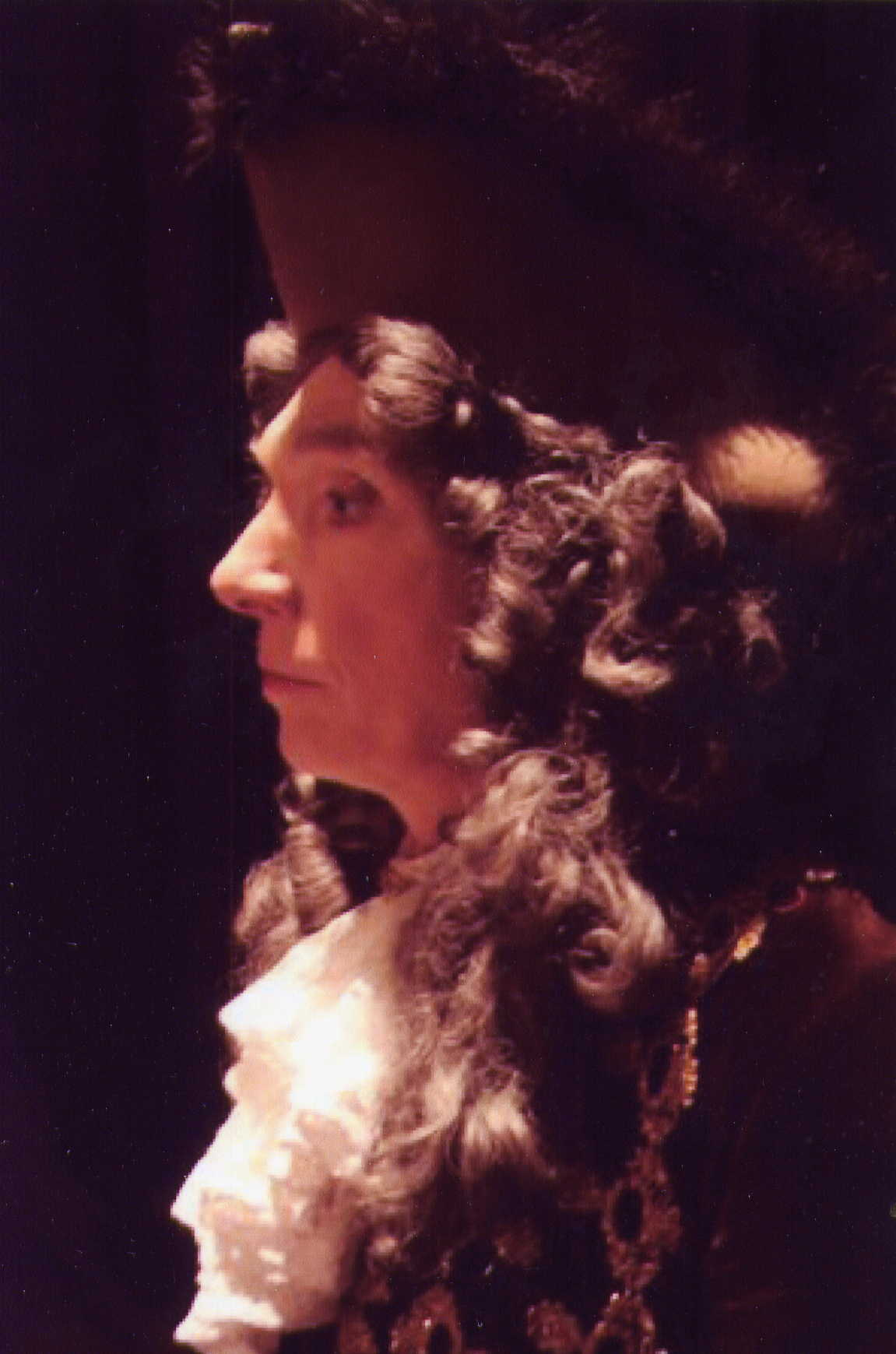
Jean-Paul Andret dans le rôle de Dorante du Bourgeois Gentilhomme de Molière.

## Théâtre

### Comédien
- 2001 : Je meurs si je veux de Jean-Christophe Barc (ca), mise en scène Bernard Lefrancq
- 2005 : Le père Noël est une ordure de la troupe théâtrale du Splendid (Josiane Balasko, Gérard Jugnot, Thierry Lhermitte, Christian Clavier, Marie-Anne Chazel et Bruno Moynot)
- 2006 : Paroles de fric de Ray Cooney, adaptation Martine Willequet
- 2007 : Le Bourgeois gentilhomme de Molière, mise en scène Éric Lefèvre, co-production Théâtre de la Valette à Ittre et Centre Culturel de Tubize
- 2007 : Le Surbook de Danielle Ryan et Jean-François Champion
- 2008 : Handel ou le Choix d'Hercule d'Hippolyte Wouters, mise en scène Christian Ferrauge, Théâtre de la Valette
- 2008 : Tout bascule d'Olivier Lejeune
- 2009 : Pyjama pour six de Marc Camoletti
- 2009 : Fausse adresse de Luigi Lunari, mise en scène Éric Lefèvre, Théâtre de la Valette à Ittre
- 2010 : Les Coucous de Guy Grosso et Michel Modo
- 2011 : Treize à table de Marc-Gilbert Sauvajon
- 2012 : Un grand cri d'amour de Josiane Balasko, mise en scène Victor Scheffer, Théâtre de la Valette
- 2014 : Face à Face de Francis Joffo
- 2014 : Théâtre sans animaux de Jean-Michel Ribes, Théâtre de la Valette
- 2016 : La Vérité de Florian Zeller, Théâtre de la Valette

### Metteur en scène
- 2005  : Le père Noël est une ordure de Josiane Balasko, Gérard Jugnot, Thierry Lhermitte, Christian Clavier, Marie-Anne Chazel et Bruno Moynot

- 2006 : Paroles de fric de Ray Cooney, adaptation de Martine Willequet
- 2007 : Le Surbook de Daniel Ryan et Jean-François Champion
- 2008 : Tout bascule d'Olivier Lejeune
- 2009 : Pyjama pour six de Marc Camoletti
- 2010 : Les Coucous de Guy Grosso et Michel Modo
- 2011 : Treize à table de Marc-Gilbert Sauvajon
- 2011 : Parle-moi d'amour de Philippe Claudel, Théâtre de la Valette
- 2012 : Les Belles-Sœurs d'Éric Assous
- 2012 : La Dame en Noir de Stephen Mallatratt, Théâtre de la Valette
- 2013 : Le Béret de la Tortue de Jean Dell et Gérald Sibleyras
- 2014 : Face à Face de Francis Joffo
- 2014 : Le Banc de Gérald Sibleyras,Théâtre de la Valette
- 2014 : Théâtre sans animaux de Jean-Michel Ribes,Théâtre de la Valette
- 2015 : Tout Baigne de Pascal Elbé, Éric Laborie, Roland Marchisio, Thierry Nicolas, Bob Martet, Marie-Isabelle Massot et Aude Thirion
- 2015 : Une heure et demie de retard de Gérald Sibleyras et Jean Dell, Théâtre de la Valette à Ittre
- 2015 : Une semaine… pas plus ! de Clément Michel, Théâtre de la Valette à Ittre
- 2016 : Toc Toc de Laurent Baffie
- 2016 : La ferme des animaux de George Orwell, Théâtre de la Valette à Ittre
- 2016 : La vérité de Florian ZellerThéâtre de la Valette à Ittre
- 2017 : Hier est un autre jour de Sylvain Meyniac et Jean-François Cros
- 2017 : Bonté Divine ! de Frédéric Lenoir et Louis-Michel Colla, Théâtre de la Valette à Ittre
- 2018 : Boeing Boeing de Marc Camoletti
- 2019 : Il était un petit navire de Jean-Pierre Martinez, Compagnie Théâtrale Les Copains d'abord à Woluwé-Saint-Pierre

### Cinéma
- 1980 : Io sono Anna Magnani (ca) de Chris Vermorcken

### Récompenses
- Antenne de cristal pour l'émission culturelle « Expressions » sur RTL-TVi